# 江戸川台
江戸川台（えどがわだい）は、千葉県流山市の地域名。本稿では、流山市の地名である江戸川台西（えどがわだいにし）一丁目から四丁目（郵便番号は270-0115）および、江戸川台東（えどがわだいひがし）一丁目から四丁目（郵便番号は270-0111）についても述べる。

## 地理
流山市の北部に位置する。地域内は1960年代に千葉県住宅協会により開発された戸建住宅街となっており、かつては｢狐の野｣、｢兎の村｣、｢県北のチベット｣とも称された場所であり、現在の江戸川台西一丁目に農家の家が一軒存在しただけの樹林地帯であった。開発地域全体を｢江戸川台｣と称するが、住所は東武鉄道野田線より西側を｢江戸川台西｣、東側を｢江戸川台東｣としており、｢江戸川台｣という地名は存在しない。
江戸川台東一丁目に東武鉄道野田線江戸川台駅、江戸川台東二丁目に江戸川台駅前商店街、江戸川台東三丁目に市立江戸川台小学校、流山江戸川台郵便局、江戸川台西二丁目に江戸川台西口商店街がある。
東はこうのす台・柏市みどり台、西は美原・中野久木・富士見台、南は東初石・西初石・上新宿・柏市西原、北は東深井と接している。
駅前の扇状の住宅のつくりは、田園調布をモデルに作られているといわれている。

## 歴史
1950年代に千葉県の計画課によって、日本最初の住宅団地である八千代台団地（千葉県八千代市）と同じ手法で流山市内に住宅団地を建設する計画が浮上し、初めは市東部の向小金新田（現：向小金・松ケ丘）が選ばれた。しかし、先行して民間業者が土地買収を始めた為に断念し、東武鉄道野田線豊四季駅・初石駅間、初石駅・運河駅間が新たな候補地に選ばれ、後者は山林が中心で大地主が多く、用地取得が行いやすかったため、最終的に後者が選ばれた。また、同時期に日本住宅公団（現：都市機構）も現地を取得しようと試みたが、流山町長（当時）が公団賃貸住宅よりも、戸建分譲住宅の方が町に対する協力度合いが高いと判断し、日本住宅公団による開発を断り、千葉県住宅協会による現在の分譲戸建住宅街が建設された。

### 地名の由来
公募によるもので、地域の西を流れる江戸川に因む。｢江戸川台｣は290名の応募より、提案者が10名存在したものであり、流山の歴史は即ち江戸川の歴史であることから選定された。また、｢みづほ台｣、｢清和台｣、｢東武台｣、｢葛飾台｣、｢あかね台｣、｢霞ヶ丘｣、｢ひばりが丘｣が、採用されなかったものの佳作として選ばれた。その他にも｢武蔵野台｣、｢東台｣、｢松風台｣などの候補が存在した。

### 沿革
- 1957年（昭和32年） 公募により、｢江戸川台｣の名称が決定される。
- 1958年（昭和33年）
  - 2月16日 東武野田線江戸川台駅開業。
  - 2月21日 江戸川台東・江戸川台西を新設。
  - 3月 街開きが行われ、第一次入居募集により、江戸川台東（現：江戸川台東一丁目）に木造住宅320戸、店舗15戸が建設される。
  - 4月25日 丁目分けが行われ、江戸川台東一丁目～四丁目、江戸川台西一・二丁目となる。
  - 9月 第二次入居募集により、江戸川台西一・二丁目で入居が行われる。
- 1970年（昭和45年）2月10日 江戸川台東の一部がこうのす台、江戸川台西五丁目が富士見台に編入。

## 世帯数と人口
2017年（平成29年）11月1日現在の世帯数と人口は以下の通りである。

### 江戸川台東
| 丁目             | 世帯数    | 人口    |
| ---------------- | --------- | ------- |
| 江戸川台東一丁目 | 486世帯   | 1,082人 |
| 江戸川台東二丁目 | 438世帯   | 924人   |
| 江戸川台東三丁目 | 916世帯   | 2,000人 |
| 江戸川台東四丁目 | 619世帯   | 1,259人 |
| 計               | 2,459世帯 | 5,265人 |

### 江戸川台西
| 丁目             | 世帯数    | 人口    |
| ---------------- | --------- | ------- |
| 江戸川台西一丁目 | 360世帯   | 782人   |
| 江戸川台西二丁目 | 429世帯   | 863人   |
| 江戸川台西三丁目 | 461世帯   | 1,084人 |
| 江戸川台西四丁目 | 452世帯   | 1,013人 |
| 計               | 1,702世帯 | 3,742人 |

## 小・中学校の学区
市立小・中学校に通う場合、学区は以下の通りとなる。
| 丁目             | 番地 | 小学校                 | 中学校             |
| ---------------- | ---- | ---------------------- | ------------------ |
| 江戸川台東一丁目 | 全域 | 流山市立江戸川台小学校 | 流山市立北部中学校 |
| 江戸川台東二丁目 | 全域 | 流山市立江戸川台小学校 | 流山市立北部中学校 |
| 江戸川台東三丁目 | 全域 | 流山市立江戸川台小学校 | 流山市立北部中学校 |
| 江戸川台東四丁目 | 全域 | 流山市立江戸川台小学校 | 流山市立北部中学校 |
| 江戸川台西一丁目 | 全域 | 流山市立江戸川台小学校 | 流山市立北部中学校 |
| 江戸川台西二丁目 | 全域 | 流山市立江戸川台小学校 | 流山市立北部中学校 |
| 江戸川台西三丁目 | 全域 | 流山市立江戸川台小学校 | 流山市立北部中学校 |
| 江戸川台西四丁目 | 全域 | 流山市立江戸川台小学校 | 流山市立北部中学校 |

## 施設
- 東武鉄道野田線江戸川台駅
- 流山市立江戸川台小学校
- 流山市役所江戸川台駅前出張所
- 流山市中央図書館北部分館
- 流山江戸川台郵便局
- 千葉銀行江戸川台支店
- 京葉銀行江戸川台支店
- 千葉興業銀行江戸川台支店
- 東京ベイ信用金庫江戸川台支店

## 参考資料
- 千葉県地名遍歴総欄
- 四十年誌 江戸川台西自治会
- 1968 ながれやま 江戸川台十年のあゆみ